# Distretto di Tanzi
Il distretto di Tanzi (潭子區S) è un distretto della municipalità di Taichung, situata a Taiwan.